# Centauro herido
Centauro herido es un pintura al temple y óleo sobre tabla de 77,5 x 68,5 cm de Filippino Lippi, de 1485-1490 y conservada en la Christ Church Picture Gallery de Oxford, Inglaterra.

## Historia
La obra entró en la colección de arte del Christ Church College en 1834 como donación de Fox-Strangways. La obra se data generalmente cercana a trabajos como Palas y el Centauro de Botticelli, con quien comparte el protagonista masculino, representado con un atento estudio anatómico del torso. Además el artista debió utilizar un estudio de un sarcófago romano con centauro hoy en los Museos Vaticanos (el estudio se conserva en el Museo Nacional de Suecia de Estocolmo). Puede ser que la obra, por sus dimensiones, formara parte de una comisión de paneles decorativos (espaldar) para una estancia o como regalo con motivo de un compromiso o una boda.

## Descripción y estilo
En un paisaje rocoso costero, un centauro, saliendo de la gruta en cuya penumbra se entrevé a su familia, una centáuride acostada con dos pequeños centauros niños, ha encontrado el carcaj de Cupido y sin querer se ha atravesado una pezuña con una flecha. Junto a la gruta el joven dios alado duerme sujetando un arco rojo. La escena tiene un evidente contenido alegórico, derivado en parte de los Fastos de Ovidio (Libro V, 387 y ss.), donde se cuenta como el centauro Quirón, mientras inspeccionaba las flechas de Hércules, se hiere quedando fatalmente contaminado por el veneno de la Hidra de Lerna que las empapaba. El centauro, mitad hombre y mitad animal, era un símbolo a menudo utilizado en la Academia neoplatónica para definir la naturaleza humana, dividida entre los instintos más bajos, animales, y las aspiraciones espirituales, vueltas a lo divino.
Representa pues una alegoría de los peligros del amor: lo indica la actitud del centauro que, lejos de contrariarse por la herida, observa con curiosidad las flechas en el carcaj decorada con oro y un cordón rematado por borlas, que ondea sinuoso, en el estilo típico del artista.
Gran atención se presta al paisaje, con el espolón rocoso poblado de árboles y arbustos contrastando con la vista marina, llena de valores atmosféricos que empujan la mirada del espectador hacia la lejanía. El prado en primer plano es descrito con la misma suavidad cuidadosa, con un arbusto seco con una rama rota abajo a la izquierda.
En el reverso de la tabla se encuentra una composición incompleta y fragmentaria que quizás representa una alegoría del Destino o de la Fortuna, probablemente una idea abandonada más que el proyecto para una decoración por las dos caras.